# قائمة وزراء الموارد المائية (العراق)
هذه قائمة بالوزراء الذين تسلموا منصب وزير الموارد المائية أو وزير الري أو وزير الزراعة والري في العراق. حسن الجنابي من(٢٠١٦-٢٠١٨) وقبله محسن الشمري(٢٠١٤-٢٠١٦)

## وزراء الحكم الوطني لوزارة الري والزراعة
- عبد الحسين الجلبي (وكالة) (1927-1928)
- سلمان البراك (1928-1929)
- عبد العزيز القصاب (1929)
- خالد سليمان (1929-1930)
- عبد الحسين الجلبي (1931)

ألغيت وزارة الري والزراعة في 6 تشرين الثاني 1930 واستمر الوزير عبد الحسين الجلبي في أعمال الوزارة (وكالة) حتى 19 تشرين الأول 1931

## بعد عام 1969
في 30 تموز 1969 استحدثت وزارة الري وفك ارتباط مديرية الري العامة من وزارة الإصلاح الزراعي (سابقاً).
- د. طه إبراهيم العبد الله (1969-1972)
- مكرم الطالباني (1972-1977)
- عبد الوهاب محمود عبد الله الصباغ (1977-1987)

## وزراء الزراعة والري (1987-1993)
- كريم حسن رضا (1987-8 آذار 1989)[2]
- عبد الله بدر الدانوك (وكالة) (8 آذار 1989 إلى 3 آذار 1990)[2]
- عبد الوهاب محمود عبد الله الصباغ (وكالة) (3 آذار 1990-1993)[2]

## وزراء الري (1993-2003)
- عبد الوهاب محمود عبد الله الصباغ (1993)
- نزار جمعة علي القصير (1993-1995)
- محمود ذياب الأحمد (1995-2001)
- رسول عبد الحسين سوادي (2001-2003)

## وزراء الموارد المائية (2003- حتى الآن)
- محمد ضاري جاسم (وزير مؤقت للري) (أيار 2003- آب 2003)
- د. عبد اللطيف جمال رشيد (2003-2011)
- المهندس مهند سلمان السعدي (2011- 2014)
- محسن الشمري (2014-2016)
- حسن الجنابي (2016-2018)
- جمال العادلي (2018-2020 )
- مهدي رشيد مهدي(2020-2022)
- عون ذياب (2022-حتى الآن)